# Етамп
Ета́мп (фр. Étampes) — місто та муніципалітет у Франції, у регіоні Іль-де-Франс, департамент Ессонн. Населення — 26 529 осіб (01.01.2021).
Муніципалітет розташований на відстані близько 50 км на південь від Парижа, 29 км на південний захід від Еврі.

## Демографія
Динаміка населення ( ):
Розподіл населення за віком та статтю (2006):
| Стать | Всього | До 15 років | 15-24 | 25-44 | 45-64 | 65-85 | Понад 85 |
| --- | ------ | ----------- | ----- | ----- | ----- | ----- | -------- |
| Чоловіки | 11 152 | 2357        | 1634  | 3424  | 2671  | 949   | 117      |
| Жінки | 11 408 | 2340        | 1677  | 3282  | 2489  | 1351  | 269      |
| \| Статево-вікова піраміда \| Статево-вікова піраміда \| Статево-вікова піраміда \| \| ----------------------- \| ----------------------- \| ----------------------- \| \| Чоловіки \| Вік \| Жінки \| \| 117 \| 85 + \| 269 \| \| 180 \| 80-84 \| 279 \| \| 211 \| 75-79 \| 372 \| \| 232 \| 70-74 \| 390 \| \| 326 \| 65-69 \| 310 \| \| 397 \| 60-64 \| 357 \| \| 672 \| 55-59 \| 679 \| \| 807 \| 50-54 \| 709 \| \| 795 \| 45-49 \| 744 \| \| 762 \| 40-44 \| 778 \| \| 889 \| 35-39 \| 824 \| \| 924 \| 30-34 \| 851 \| \| 849 \| 25-29 \| 829 \| \| 817 \| 20-24 \| 925 \| \| 817 \| 15-20 \| 752 \| \| 732 \| 10-14 \| 740 \| \| 771 \| 5-9 \| 735 \| \| 854 \| 0-4 \| 865 \| |        |             |       |       |       |       |          |
| Статево-вікова піраміда |        |             |       |       |       |       |          |
| Чоловіки | Вік    | Жінки       |       |       |       |       |          |
| 117 | 85 +   | 269         |       |       |       |       |          |
| 180 | 80-84  | 279         |       |       |       |       |          |
| 211 | 75-79  | 372         |       |       |       |       |          |
| 232 | 70-74  | 390         |       |       |       |       |          |
| 326 | 65-69  | 310         |       |       |       |       |          |
| 397 | 60-64  | 357         |       |       |       |       |          |
| 672 | 55-59  | 679         |       |       |       |       |          |
| 807 | 50-54  | 709         |       |       |       |       |          |
| 795 | 45-49  | 744         |       |       |       |       |          |
| 762 | 40-44  | 778         |       |       |       |       |          |
| 889 | 35-39  | 824         |       |       |       |       |          |
| 924 | 30-34  | 851         |       |       |       |       |          |
| 849 | 25-29  | 829         |       |       |       |       |          |
| 817 | 20-24  | 925         |       |       |       |       |          |
| 817 | 15-20  | 752         |       |       |       |       |          |
| 732 | 10-14  | 740         |       |       |       |       |          |
| 771 | 5-9    | 735         |       |       |       |       |          |
| 854 | 0-4    | 865         |       |       |       |       |          |

## Економіка
2010 року серед 15 423 осіб працездатного віку (15—64 років) 11 090 були активними, 4333 — неактивними (показник активності 71,9%, у 1999 році було 73,3%). З 11 090 активних мешканців працювало 9560 осіб (5054 чоловіки та 4506 жінок), безробітними було 1530 (833 чоловіки та 697 жінок). Серед 4333 неактивних 1599 осіб було учнями чи студентами, 1071 — пенсіонерами, 1663 були неактивними з інших причин.

У 2010 році в муніципалітеті числилось 9704 оподатковані домогосподарства, у яких проживали 23896,0 особи, медіана доходів виносила 16 813 євро на одного особоспоживача

## Уродженці
- Жан-Віктор Макенго (*1998) — французький футболіст, півзахисник.

## Галерея зображень

### Замок Етампу

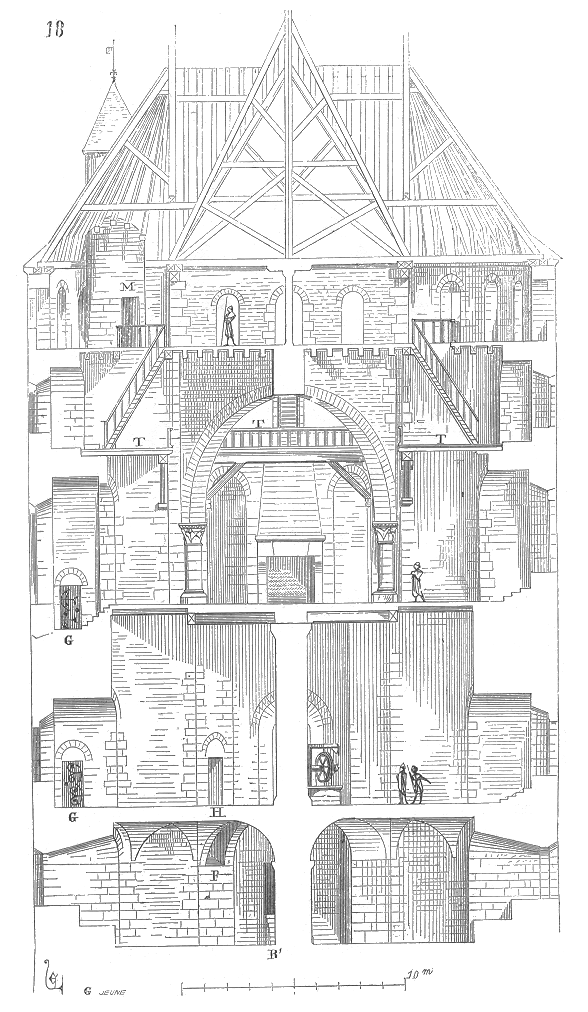
Схема донжону замку
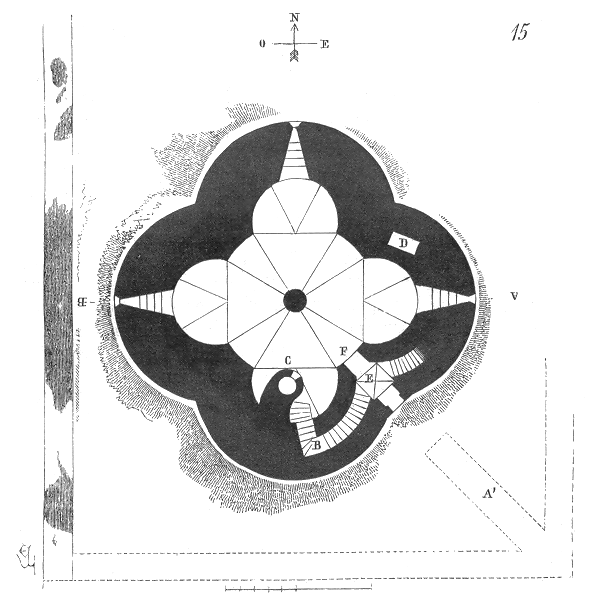
Підземний поверх донжону
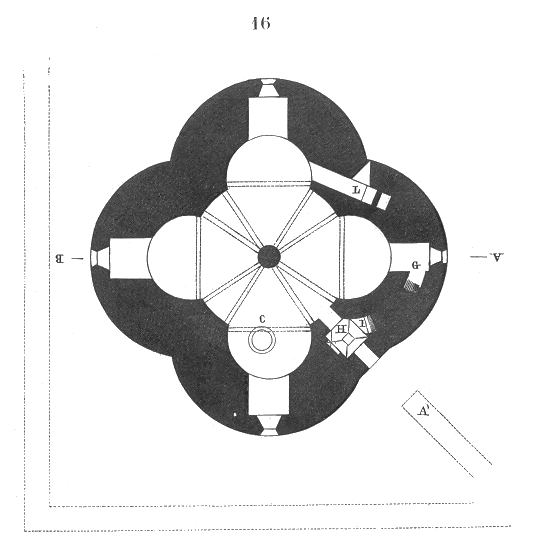
Перший ярус донжону замку
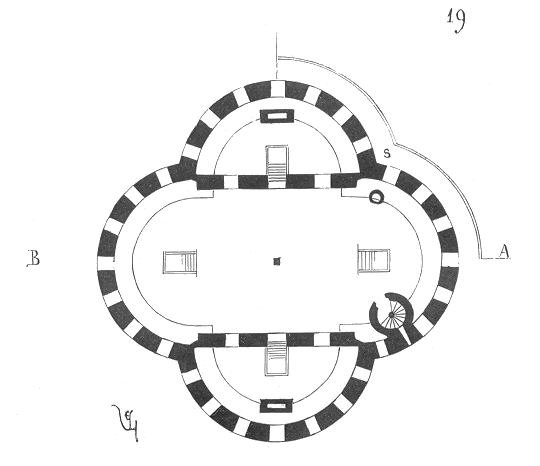
Великий зал мезоніну
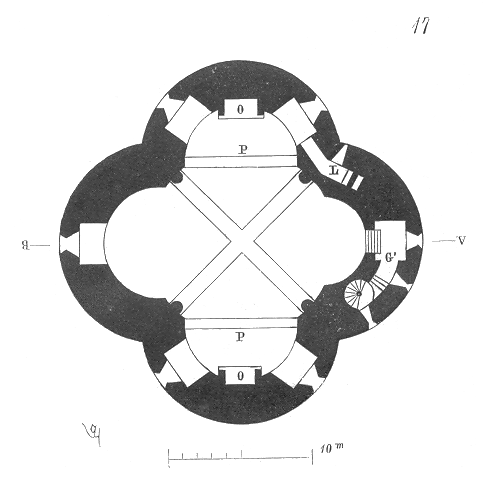
Другий ярус донжону замку

### Релігійні споруди

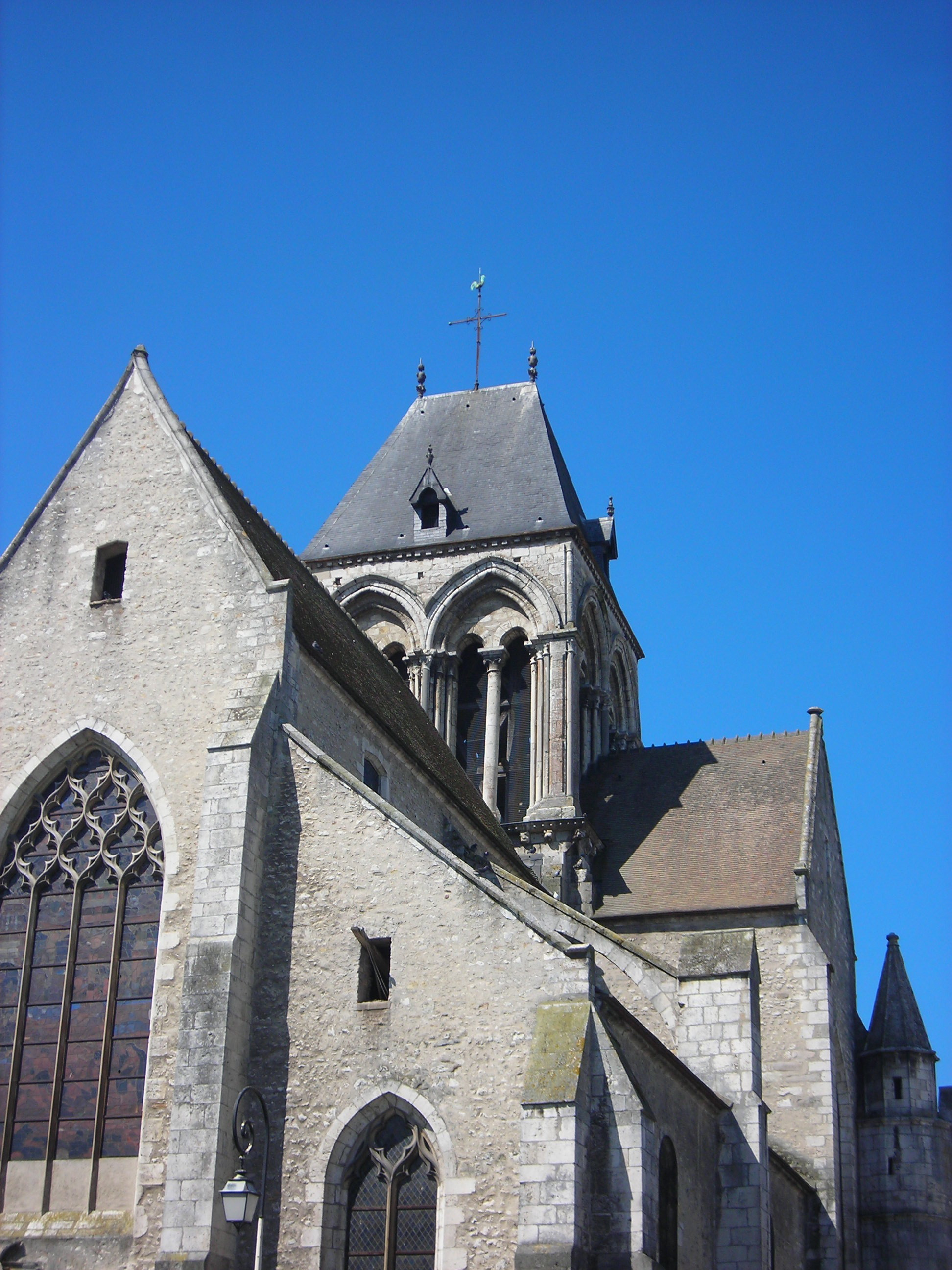
Церква Св. Василя
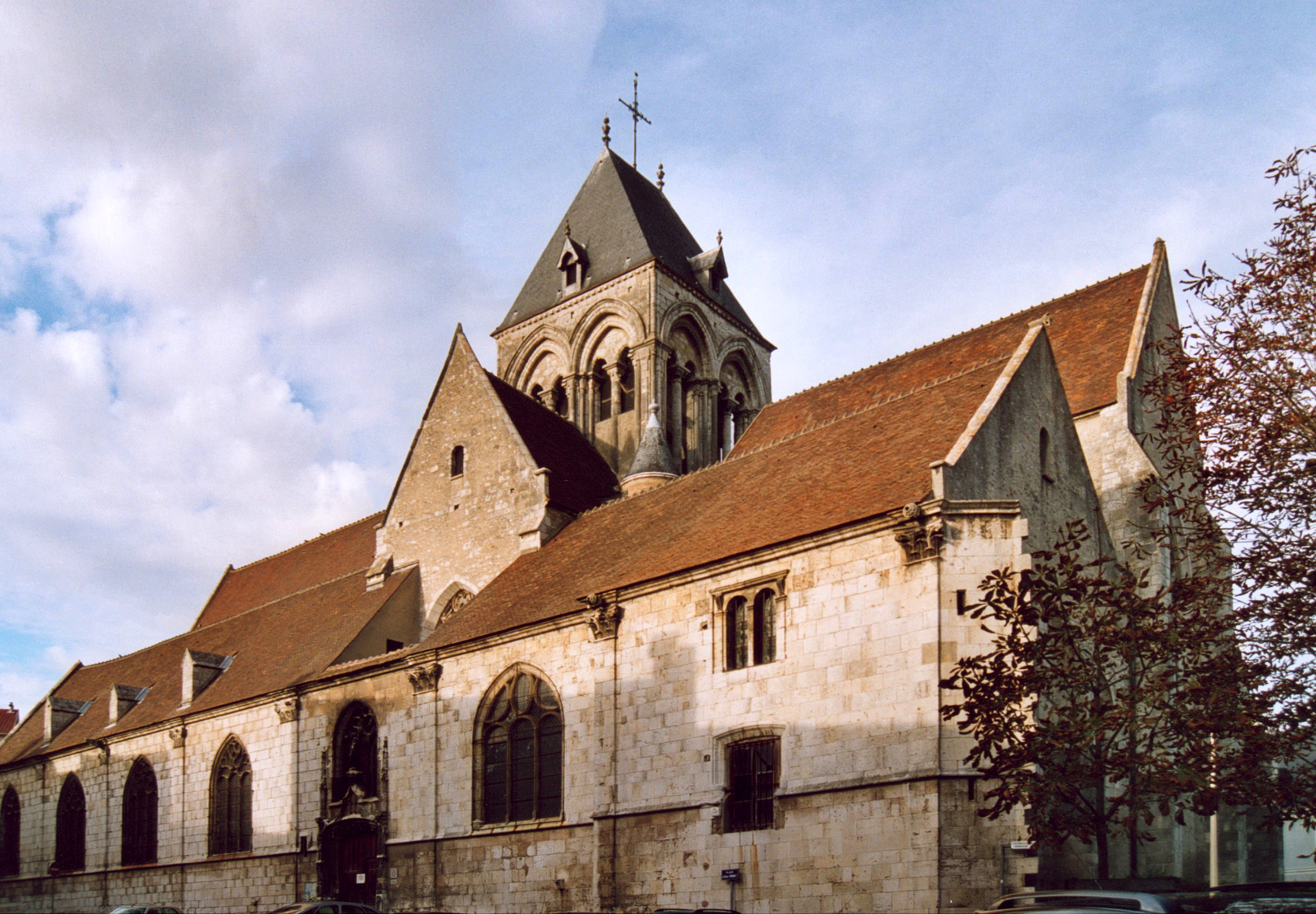
Церква Св. Василя
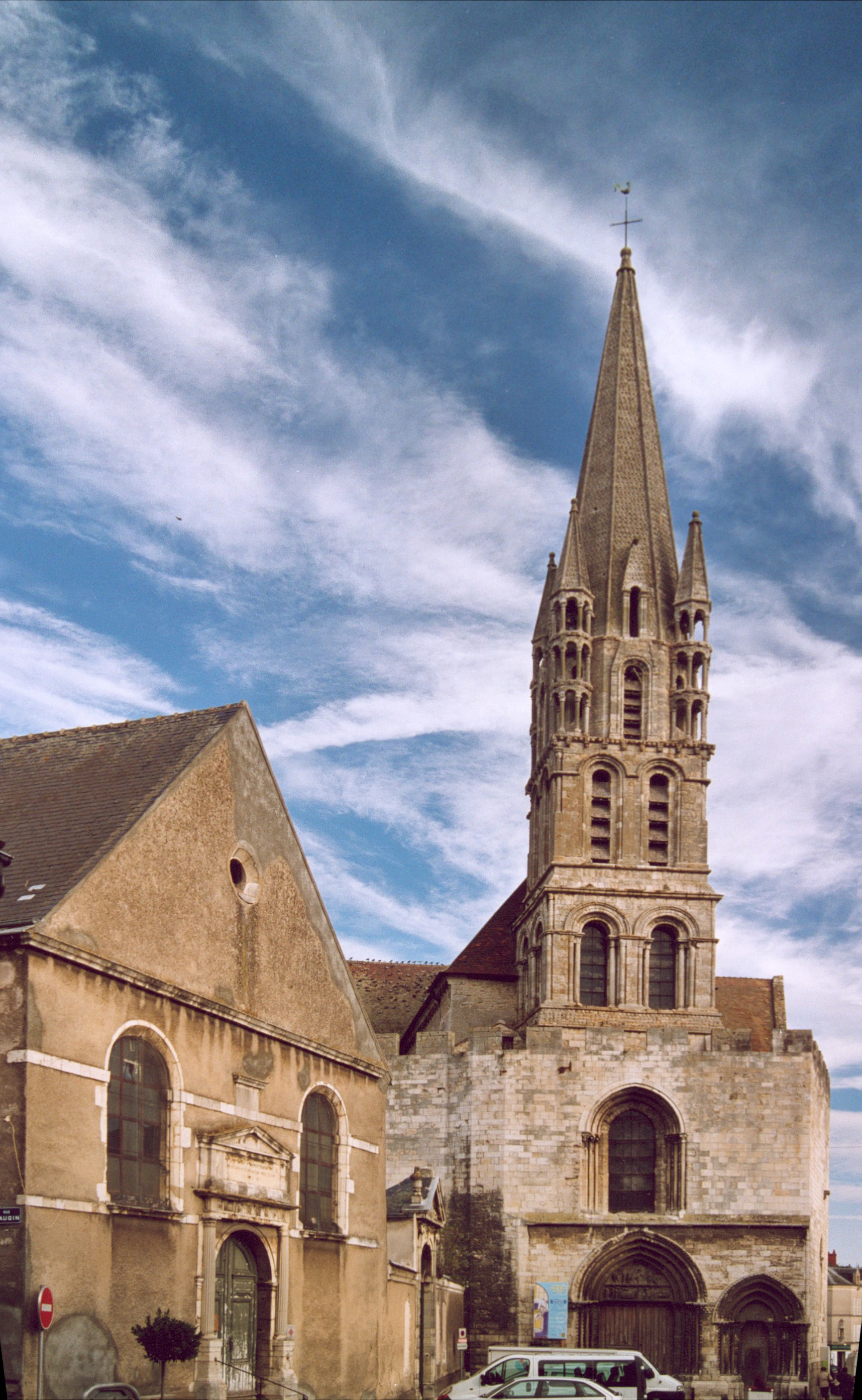
Колегія Нотр-Дам-дю-Фор
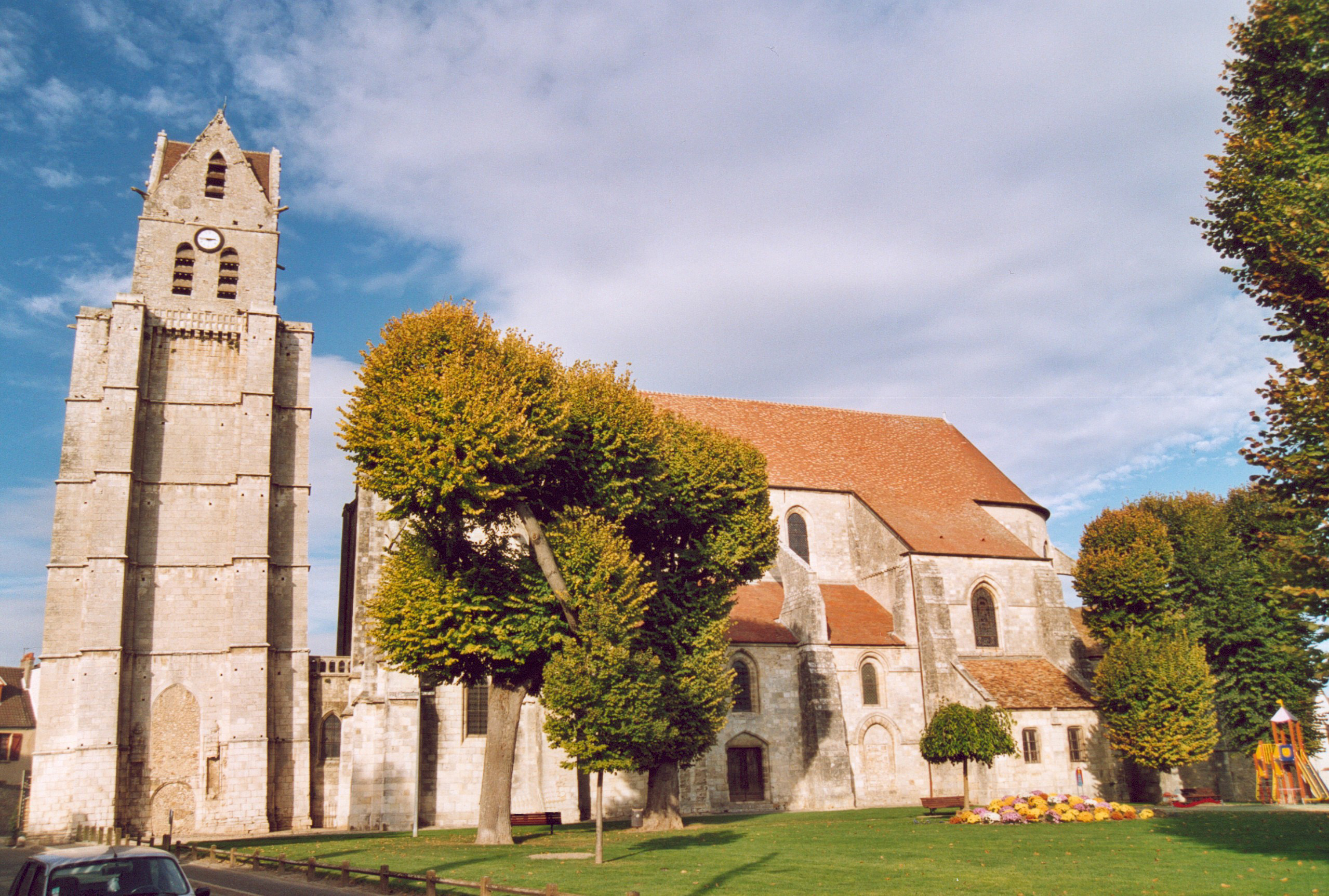
Колегія Сен-Мартін.
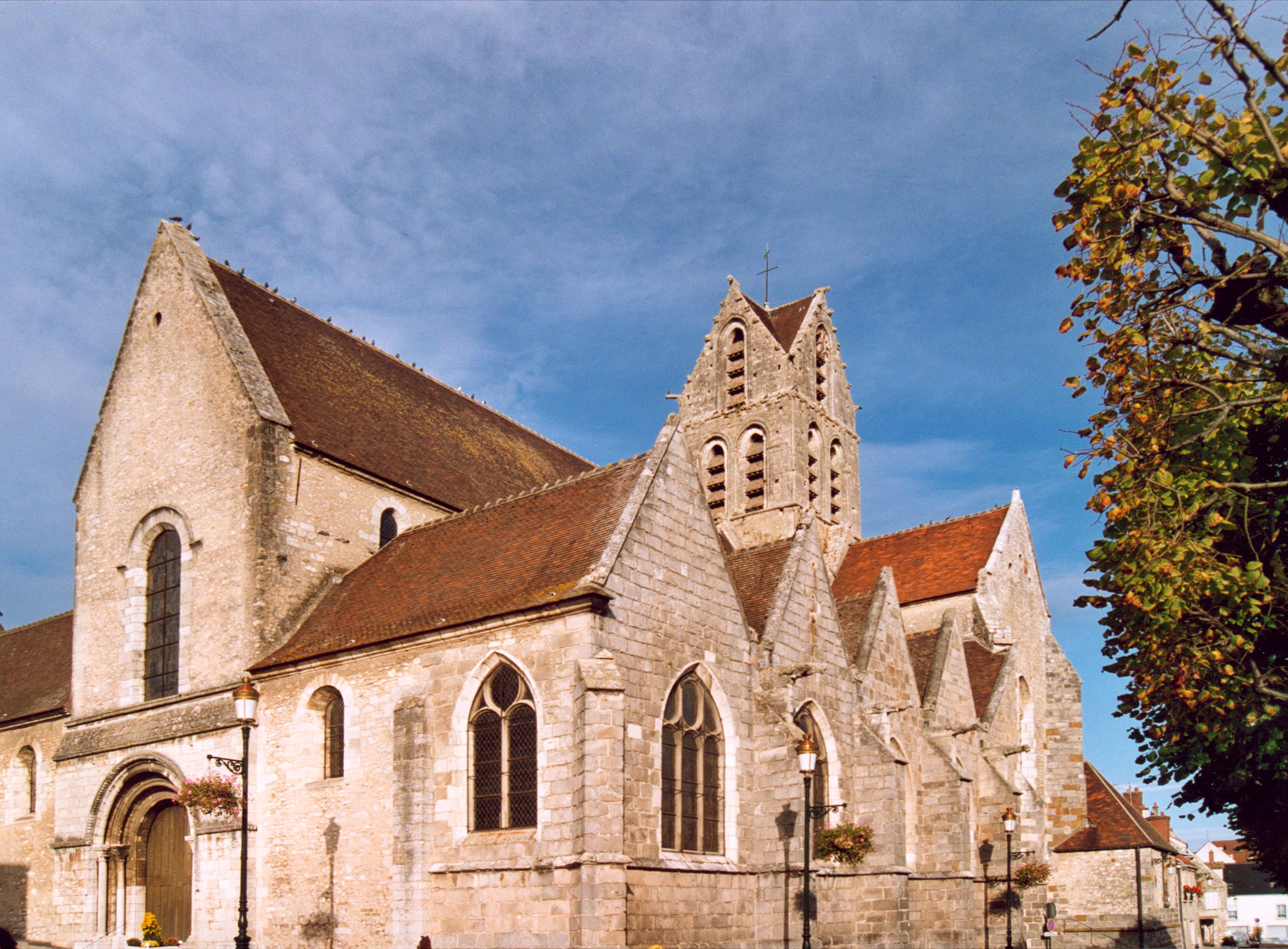
Церква Сен-Жіль.

### Інші пам'ятки

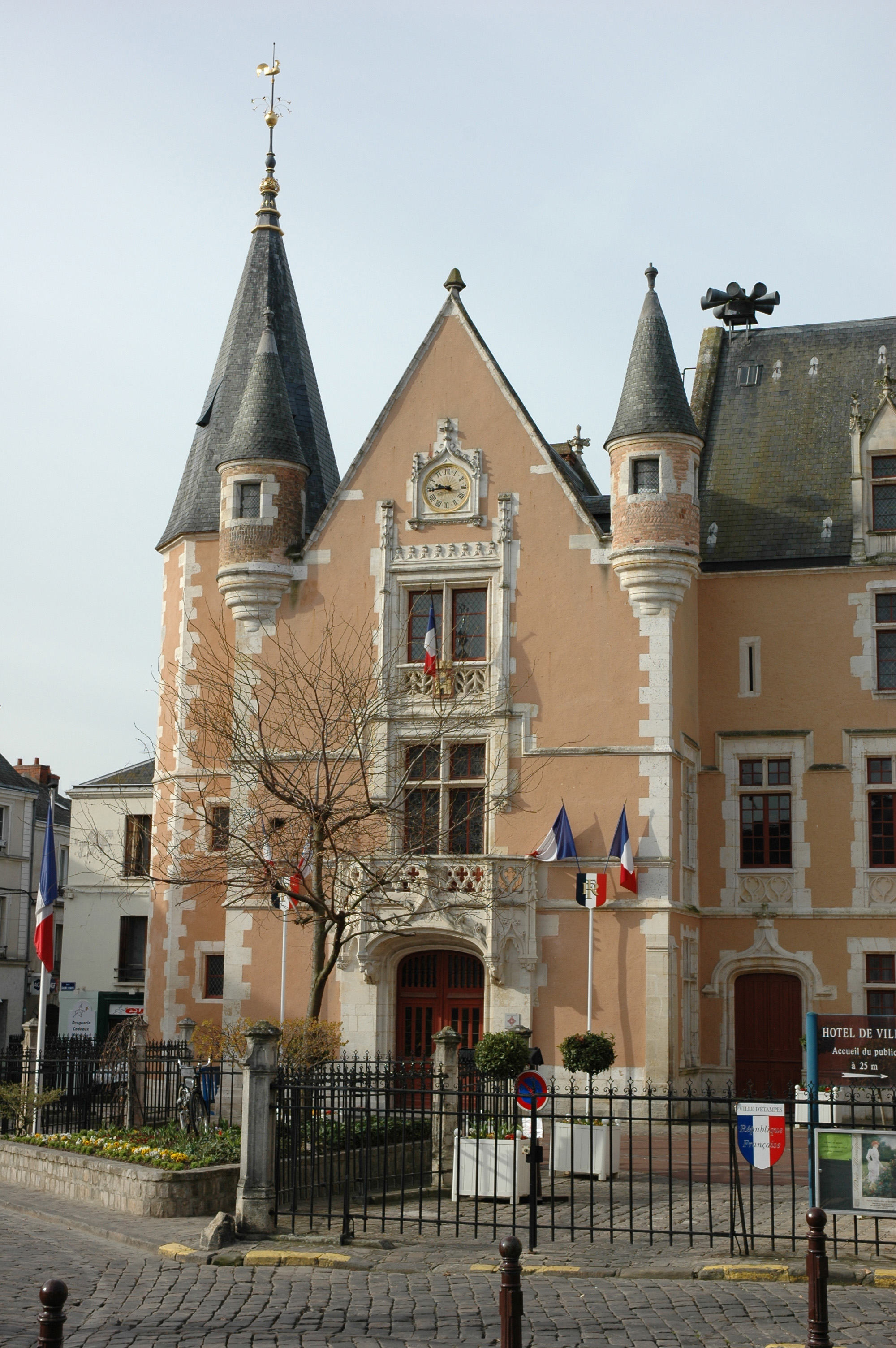
Міський готель
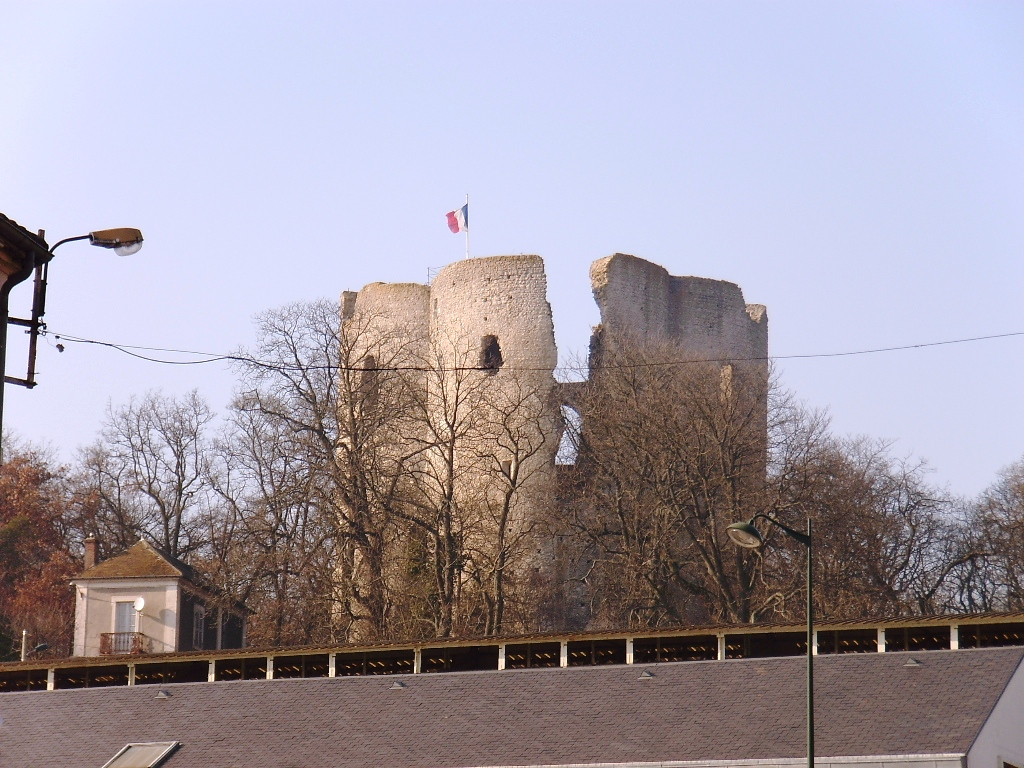
Башта Гвінет, вигляд з привокзальної площі

### Відомі уродженці

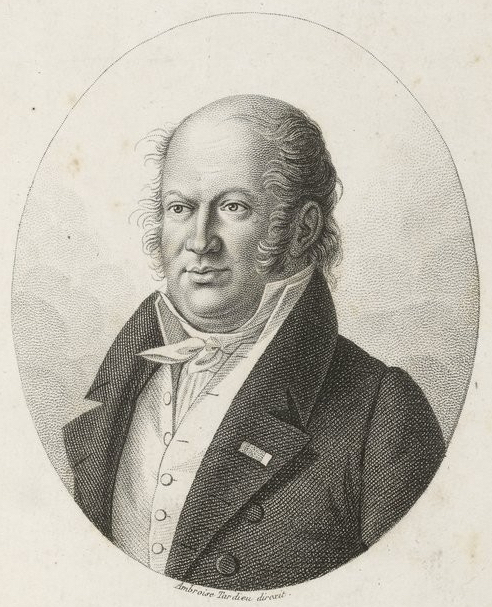
Натураліст Етьєн Жоффруа Сент-Ілер
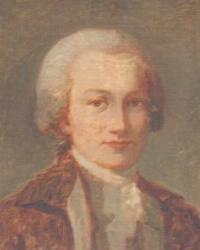
Натураліст Жан-Етьєн Геттар[en]